# Sindhudesh

Bandera

Sindhudesh es un movimiento para la creación de un país independiente, Sindi, que sería independiente de Pakistán. El movimiento tiene su sede en la región de Sind. Fue concebido por el líder político sindi GM Syed.